# Opera GX
Opera GX é um navegador de internet, anunciado em 11 de junho na feira E3 2019, uma versão do navegador Opera feita para jogadores (gamers), desenvolvida pela empresa Opera Software AS.
O navegador possui versão para os sistemas computacionais Microsoft Windows e macOS e para os sistemas móveis Android e iOS. Uma versão para o sistema Linux está em desenvolvimento.

## Recursos do navegador
A versão GX possui alguns recursos padrão do Opera, como a rede privada virtual integrada e suporte aos mensageiros, possível conectar com Discord, WhatsApp, Telegram, Instagram, Twitter e Messenger. Os recursos exclusivos do Opera GX são feitos especificamente para os jogadores, como a página "GX Corner", na qual você pode ver jogos, novidades e muito mais; também pode ajustar o quanto desempenho deve ser gasto no aplicativo e, na integração do Twitch, onde os usuários podem navegar na plataforma diretamente através da barra de ferramentas.